# 奥兰 (大西洋比利牛斯省)
奥兰（法語：Orin，法語發音：[ɔʁɛ̃]）是法国大西洋比利牛斯省的一个市镇，属于奥洛龙-圣玛丽区。

## 地理
奥兰（43°13'56"N, 0°40'21"W）面积4.29 平方千米，位于法国新阿基坦大区大西洋比利牛斯省，该省份为法国东南部省份，涵盖了贝阿恩与北巴斯克，西临大西洋比斯開灣，北至朗德省，东北接热尔省，东临上比利牛斯省，南与西班牙接壤。
与奥兰接壤的市镇（或旧市镇、城区）包括：埃斯基乌勒、热龙斯、穆穆尔、波埃多洛龙、韦尔代茨。

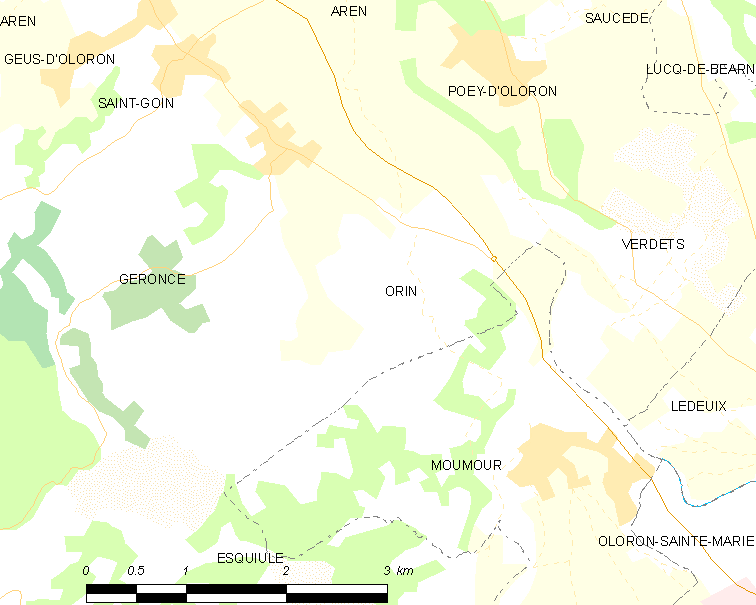
的OSM定位图

奥兰的时区为UTC+01:00、UTC+02:00（夏令时）。

## 行政
奥兰的邮政编码为64400，INSEE市镇编码为64426。

## 政治
奥兰所属的省级选区为奥洛龙-圣玛丽第一县。

## 人口

1962-2008年间人口变化图示

奥兰于2022年1月1日时的人口数量为266人。